# مايك فيليبس (سياسي)
مايك فيليبس (بالإنجليزية: Mike Phillips)‏ هو سياسي أمريكي، ولد في 24 مارس 1958 في تشارلستون في الولايات المتحدة. حزبياً، نشط في الحزب الديمقراطي. وقد انتخب عضو مجلس نواب مونتانا.